# كاي ماكنزي كوكي
كاي ماكنزي كوكي (بالإنجليزية: Kay McKenzie Cooke)‏ هي كاتِبة وشاعرة نيوزيلندية، ولدت في 1953.